# Kaloesj
Kaloesj (Oekraïens: Калуш) is een stad in de oblast Ivano-Frankivsk in Oekraïne. In 2018 telde Kaloesj 66.500 inwoners. Kaloesj ligt in de historische landstreek Galicië en maakte gedurende de 20e eeuw achtereenvolgens deel uit van Oostenrijk-Hongarije, Polen, de Sovjet-Unie en ligt nu in Oekraïne.

## Geschiedenis

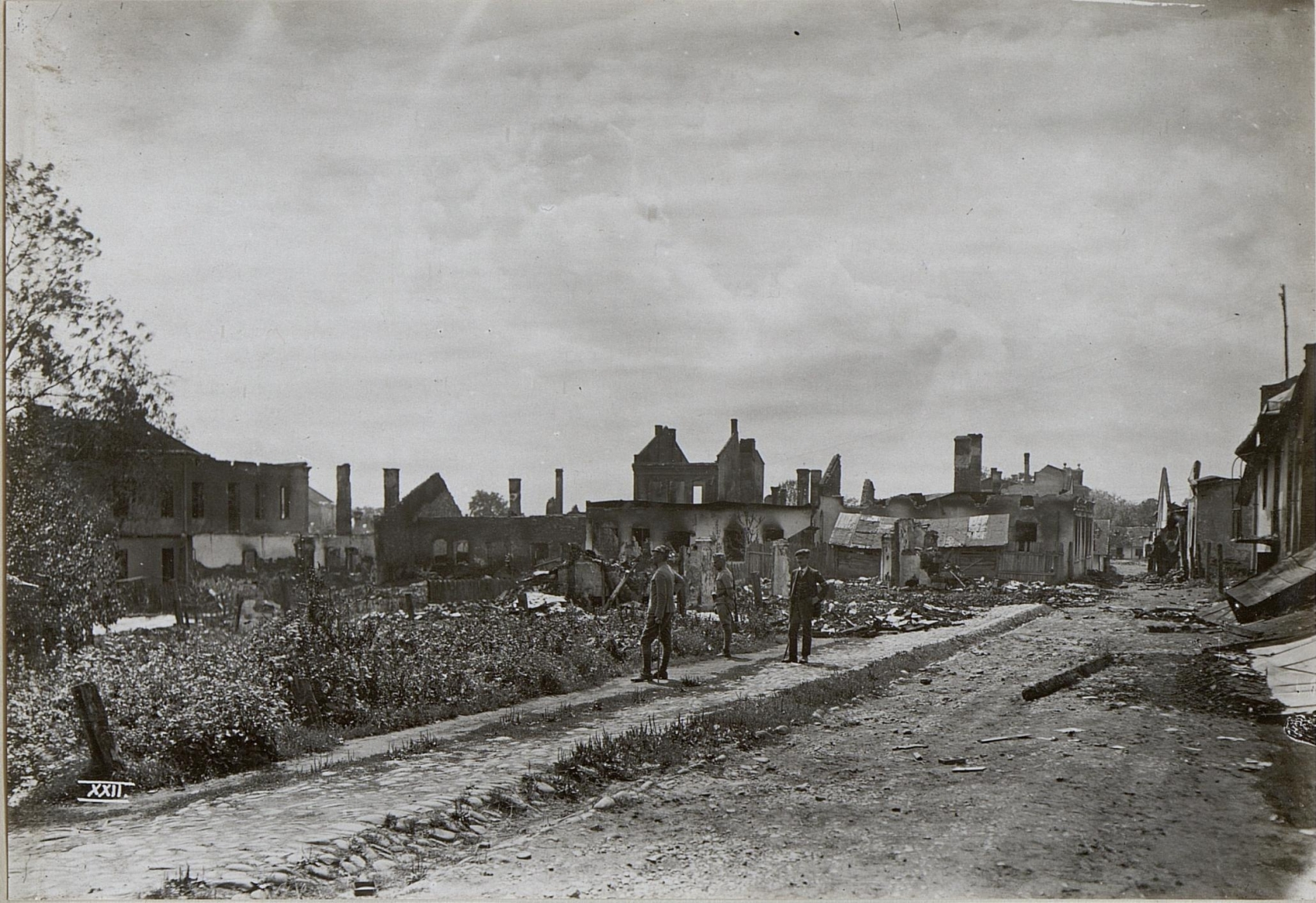
Kaloesj in 1917

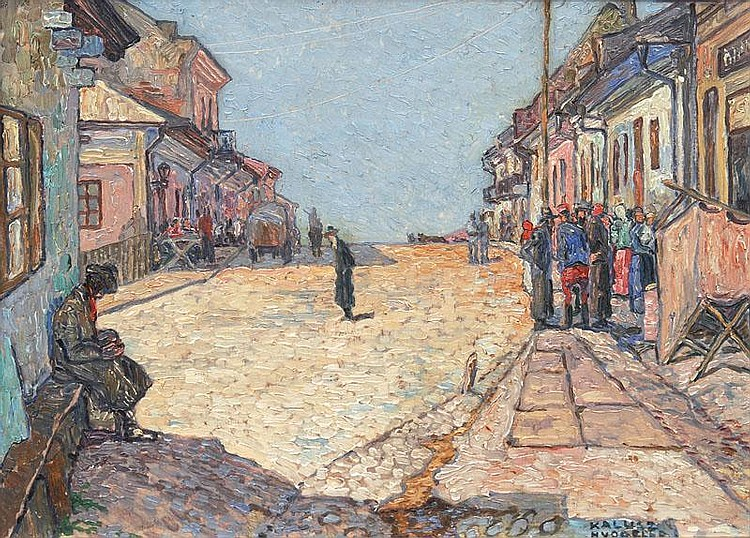
Straatbeeld in Kaloesj door Heinrich Vogeler, 1915

De naam van de stad, die waarschijnlijk van het woord kalyushi (zout) komt, werd in 1437 voor het eerst genoemd. In 1549 kreeg de stad in Wolynië van de Poolse koning  Sigismund II August van Polen stadsrechten. Sinds de 16e eeuw woonde er een belangrijke Joodse gemeenschap in de plaats. In 1772 kwam de stad met Galicië tot het Habsburgse Rijk te behoren, van 1867 tot 1918 was het deel van de Oostenrijks-Hongaarse dubbelmonarchie. In 1867 werd er ook een rechtbank gevestigd. Wegens de zoutindustrie kwam het in de 19e eeuw tot een snelle bevolkingsgroei.
Tijdens de Eerste Wereldoorlog werd Kaloesj voor een groot deel verwoest.
In 1919 was Kaloesj korte tijd deel van de West-Oekraïense Volksrepubliek. Bij de Vrede van Riga (1921) kwam het bij de Tweede Poolse Republiek, het lag in de Woiwodschap Stanisławów. In 1939 werd het gebied op grond van het Molotov-Ribbentroppact bezet door de Sovjet-Unie, waarbij veel Poolse bewoners naar Siberië werden gedeporteerd. Van juni 1941 tot 1944 werd West-Oekraïne bezet door Duitse legers.
In die tijd woonden er verschillende etnische groepen met onderscheiden culturen en religies in de stad, maar voornamelijk Oekraïners, Polen en Joden. De door de Duitsers georganiseerde Jodenvervolging, waarvoor Hauptsturmführer Hans Krüger verantwoordelijk was, betekende het einde van de voor Oost-Galicië kenmerkende veeltalige gemengde bevolking. Door de Sovjet-Unie werd vervolgens na de oorlog de Poolse bevolking gedwongen naar Polen te gaan, zodat er tegenwoordig alleen Oekraïners en een klein aantal Russen wonen.
Vanaf 1940 is de stad centrum van het gelijknamige rajon Kaloesj, vanaf 1972 is de stad bestuurlijk geen deel van het rajon meer.

## Economie en verkeer
Kaloesj is een belangrijk industriecentrum. Belangrijkste bedrijven zijn de chemiefabrieken van Karpatneftechim (petrochemie) en Oriana-Galew (kunstmest). In de stad bevindt zich een van de oudste bierbrouwerijen, de Kaluskyi Brovar (1649). In de bodem zitten lagen Kalizout. Wegens de vrij goed opgeleide bevolking bedroeg de werkloosheid in 2006 slechts 3,6 %.
Er zijn goede wegverbindingen met Lviv (130 km) en Kiew (560 km). In 1875 werd de spoorlijn Stryj–Iwano-Frankiwsk geopend.

## Afbeeldingen

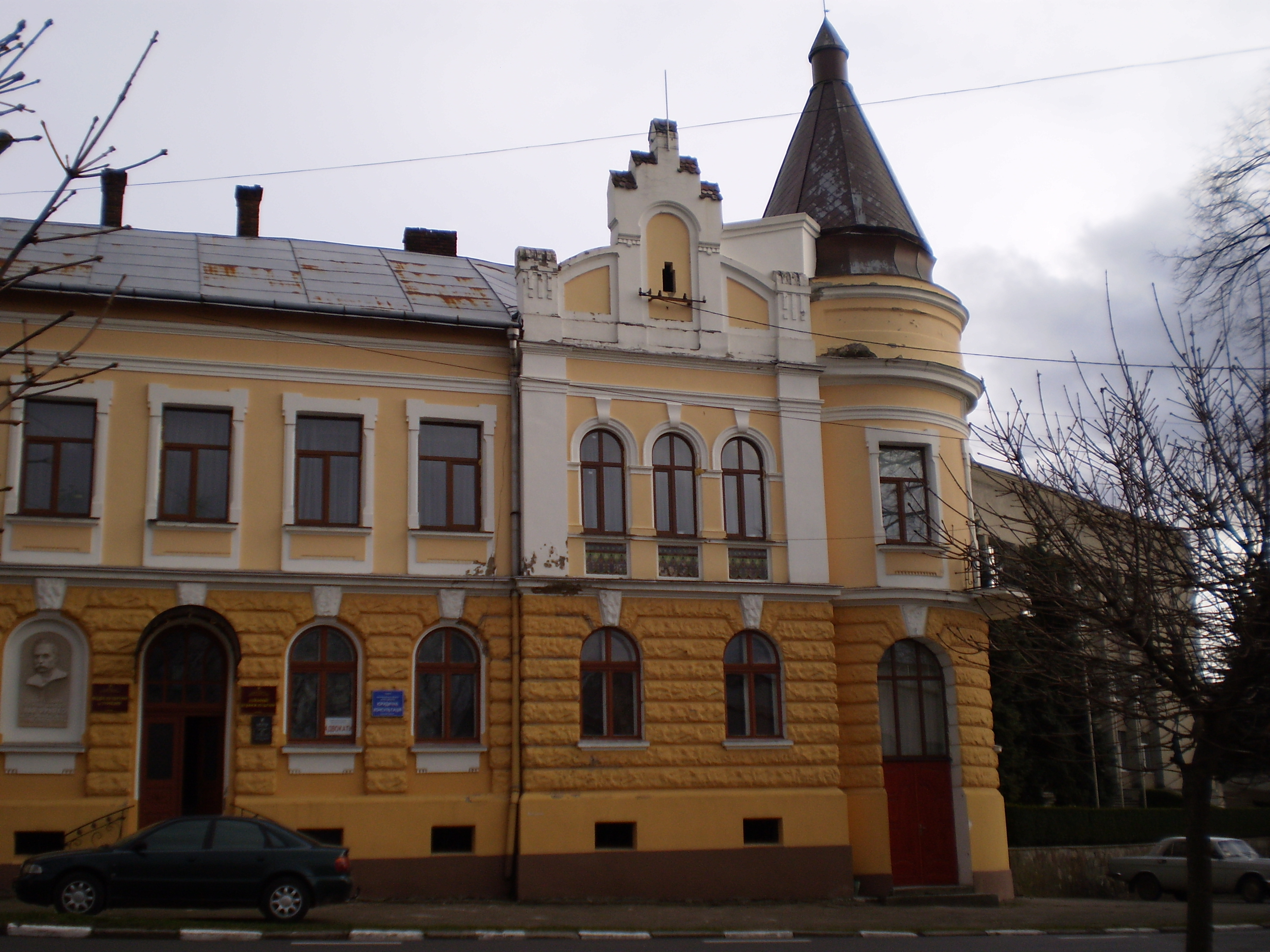
Cultureel centrum
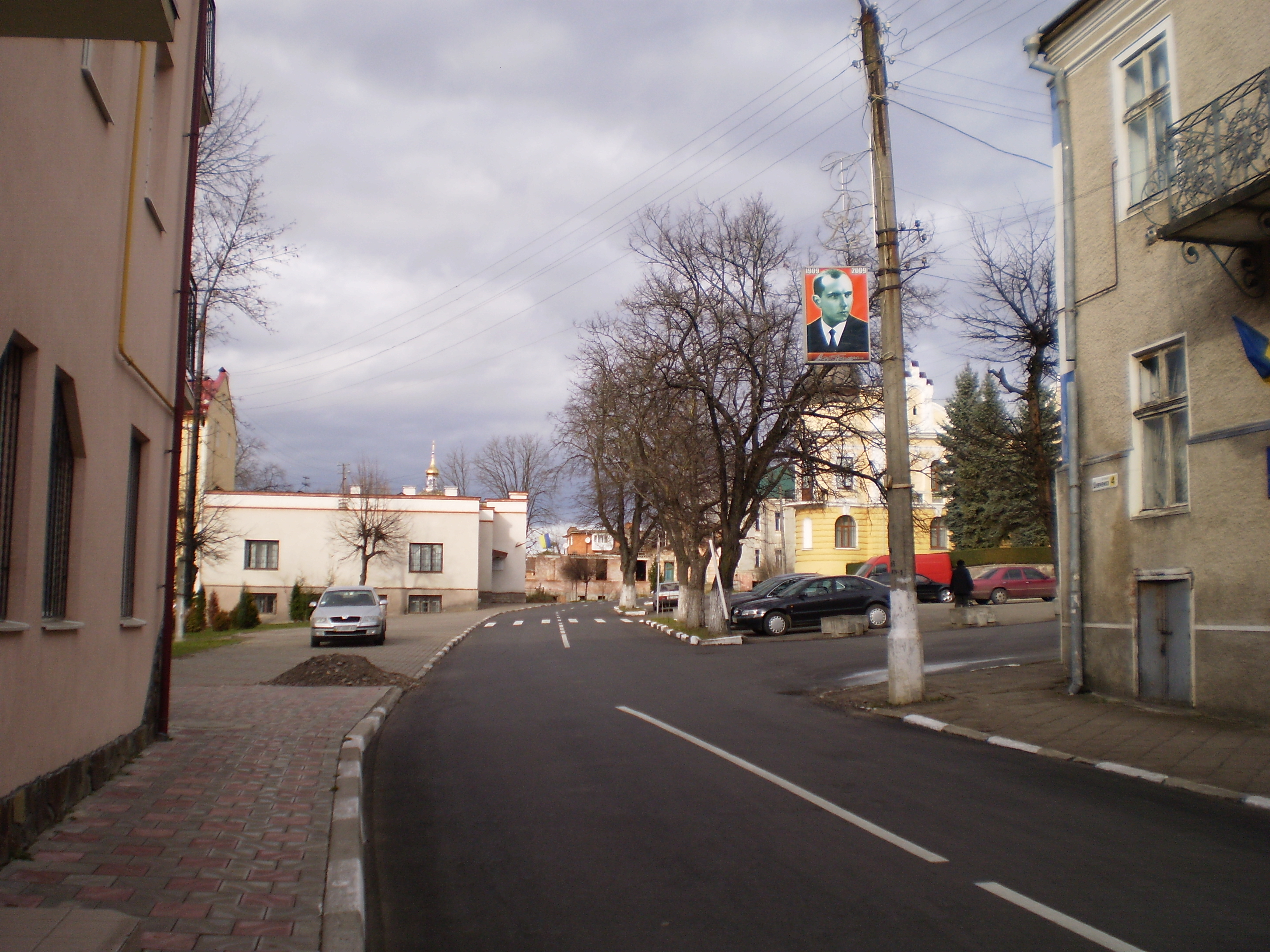
Binnenstad
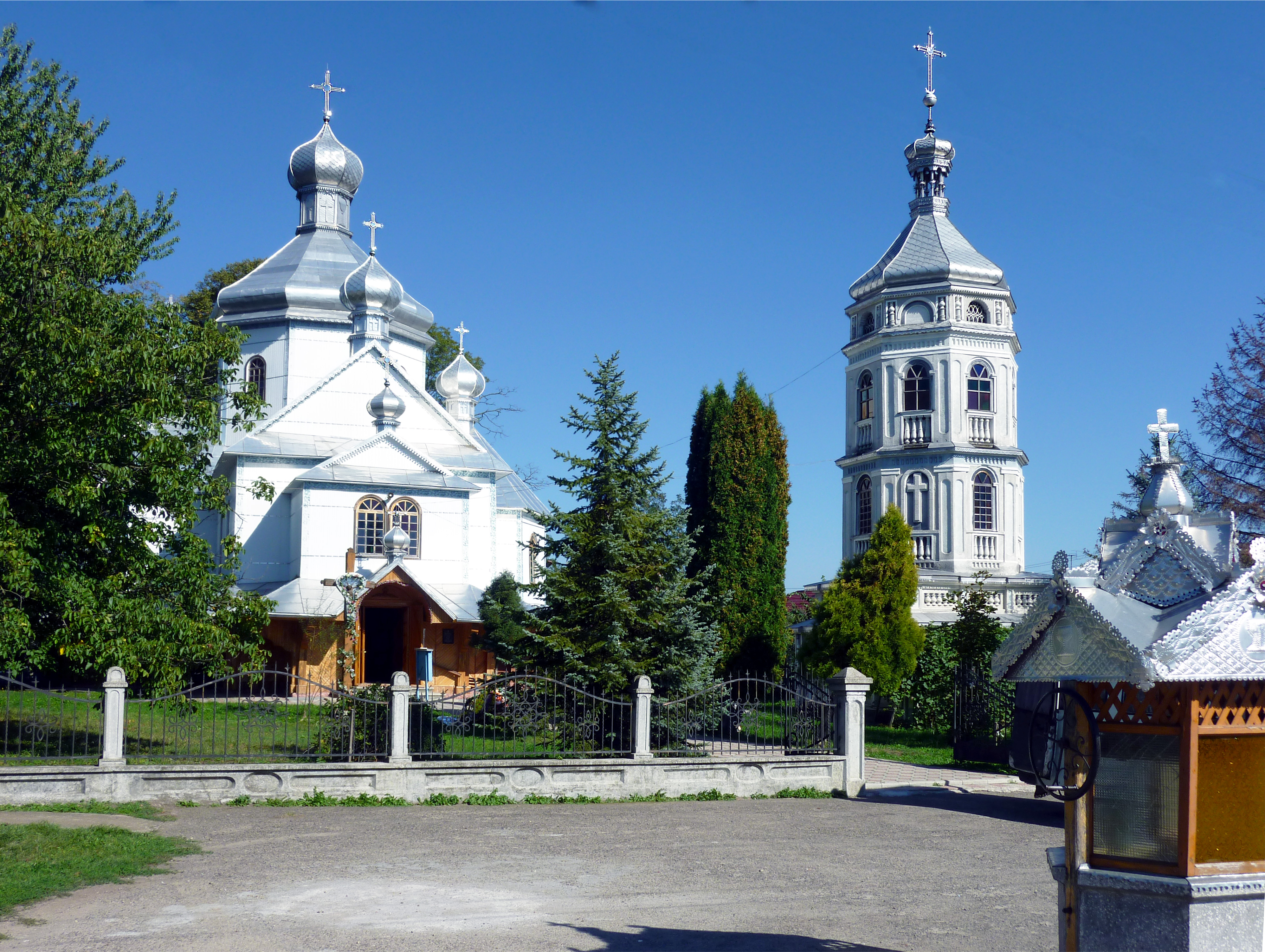
Orthodoxe kerk
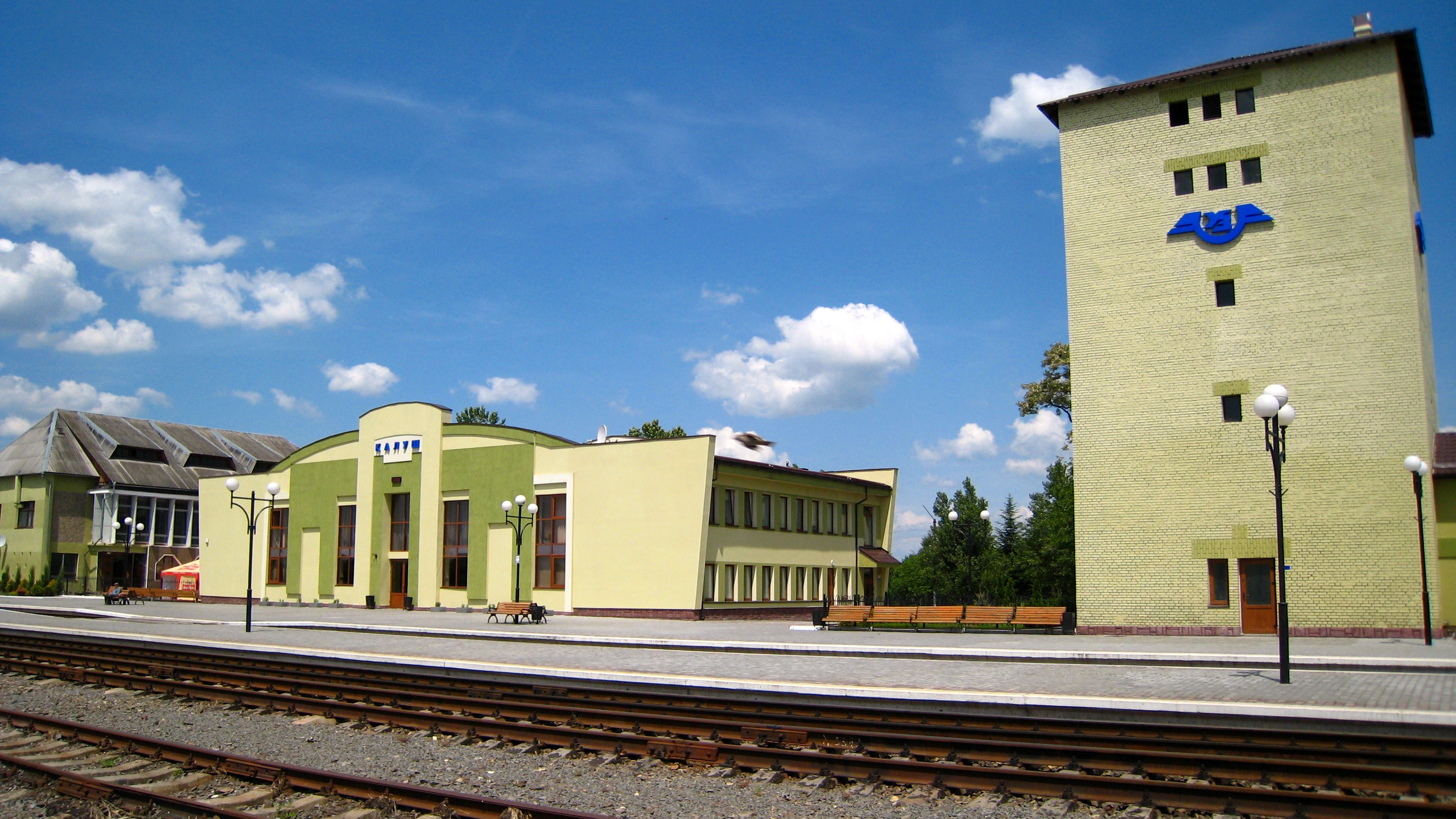
Spoorwegstation
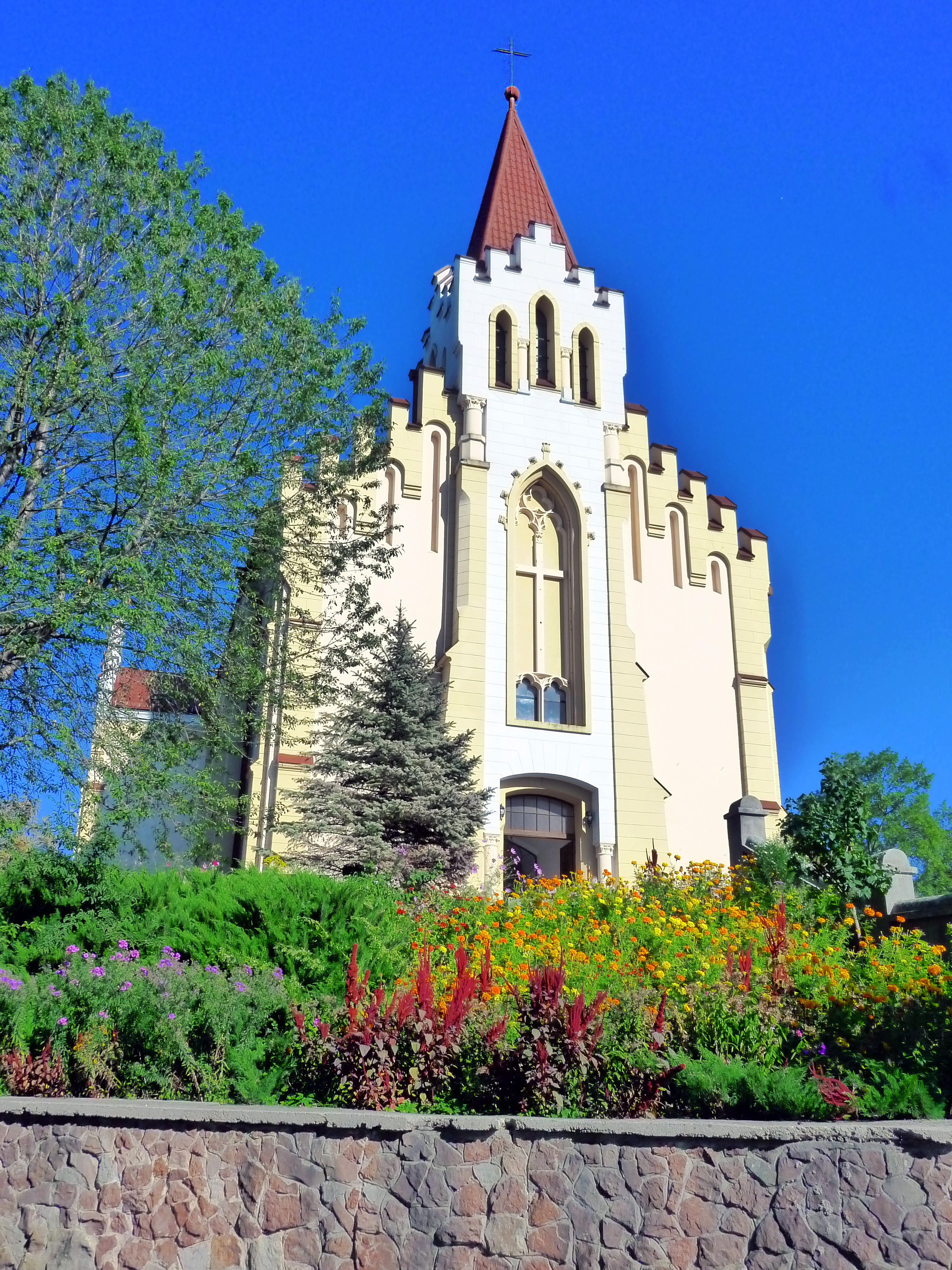
Rooms-Katholieke kerk
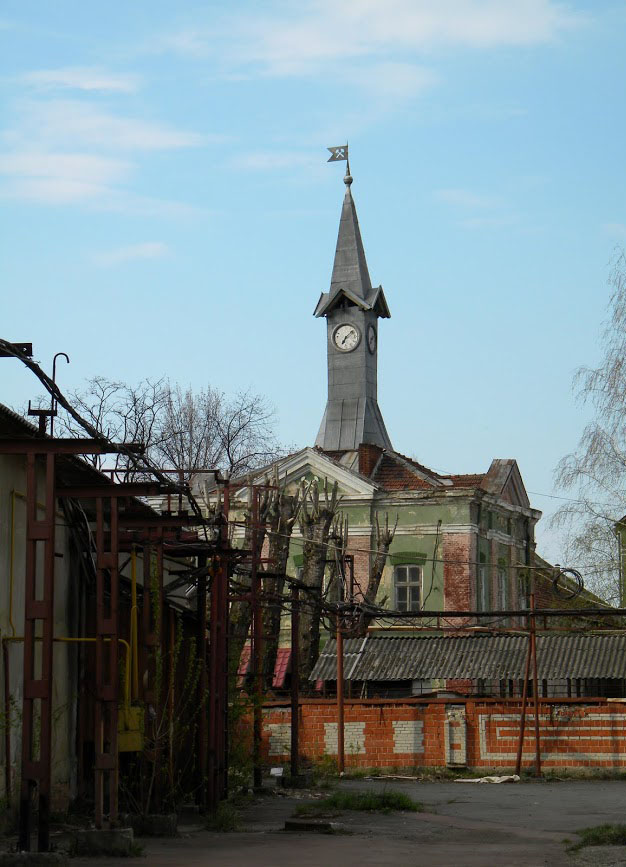
Oud cemiebedrijf

## Geboren
- Edward Dębicki (1935), muzikant, componist en dichter
- Natalia Papazoglu (1983), zangeres